# Love: Destiny
Love: Destiny е EP албум на американската група Дестинис Чайлд издаден на 10 юли 2001 година.  

## Списък с песните
1. „My Song“ – 4:02
2. „Bootylicious“ (Love: Destiny версия) – 3:25
3. „Survivor“ (Victor Calderone Club Mix) – 9:26
4. „Bug a Boo“ (Refugee Camp Remix) (с Уиклиф Джийн) – 4:02
5. „So Good“ (Digital Black-N-Groove Club Mix) – 7:43
6. „Say My Name“ (Timbaland Remix) (с Тимбаленд и Статик) – 5:01
7. „Jumpin', Jumpin'“ (So So Def Remix) (с Джърмейн Дюпри, Да Брат и Лил Бау Уау) – 3:45